# ミンスク第1空港
ミンスク第1空港（英: Minsk 1 Airport）は、ベラルーシ共和国の首都、ミンスクにあった空港である。2015年に閉鎖された。市内に近いが、それゆえに滑走路の延伸が出来なかった。そのため末期には短距離便と一部の国際線（モスクワ等）のみが就航し、長距離便と多くの国際線はミンスク第2空港（現在のミンスク・ナショナル空港）を利用していた。

## 概要
1933年に開設された空港であり、開港初便はカリーニン K-5だった。1934年には、ポリカールポフ Po-2を用いた航空便が運航されていた。1936年には、モスクワまでの郵便および旅客便が開かれている。1982年にミンスク第2空港が開設されるまでミンスクの主要空港であり、1970年代には年間100万人以上の利用者があった。1976年には近代的なターミナルビルが開業するなどミンスクの玄関口として用いられた。市内中心部までバス・乗用車で10分ほどというアクセスの良さがこれを後押ししていた。
しかしながら70年代以降、国際線を中心に機材が大型する中で、ミンスク第1空港は市内に近く滑走路の延伸拡張が難しいことから、ミンスク中心部から40km離れた郊外にミンスク第2空港が建設されることが決まった。第2空港の開業以降、大型機を使用する長距離路線と国際線は第2空港へと移転し、第1空港には比較的小型の機材を使う路線だけが残った。
2007年に第1空港の将来的な閉鎖が決まり、残っていた路線も順次第2空港（ナショナル空港）へと移転していった。2012年12月29日のUTエアーの移転を最後に民間旅客機の発着は停止され、2015年12月23日をもって貨物を含む民間商業輸送はすべて停止された。
しかし航空機の発着自体はその後も続いた。というのも第1空港の敷地内には第407民間航空機工場があり、航空機の製造・補修整備を行っていたからである。そのため、ナショナル空港に隣接した場所に新しい工場が稼働するまでという条件付きで工場に搬出入される飛行機の発着が続いた。飛行場が完全に閉鎖されたのは2018年6月28日、最後に離陸した機体は整備から復帰するTu-134であった。

### 閉港後の状況
ターミナルビルはショッピングセンターに改装されたが、2017年に再開発のため解体された。1957年建設の旧ターミナルビルは一部が保存される予定である。330ヘクタールに達する空港の跡地は今後全面的な再開発が行われる予定である。